# Rattensjön
Rattensjön är en sjö i Vilhelmina kommun i Lappland och ingår i Ångermanälvens huvudavrinningsområde. Sjön har en area på 0,0967 kvadratkilometer och ligger 447 meter över havet. Rattensjön ligger i Gråtanberget Natura 2000-område.

## Delavrinningsområde
Rattensjön ingår i det delavrinningsområde (720743-154114) som SMHI kallar för Utloppet av Rattensjön. Medelhöjden är 448 meter över havet och ytan är 0,4 kvadratkilometer. Det finns inga avrinningsområden uppströms utan avrinningsområdet är högsta punkten. Vattendraget som avvattnar avrinningsområdet har biflödesordning 4, vilket innebär att vattnet flödar genom totalt 4 vattendrag innan det når havet efter 348 kilometer. Avrinningsområdet består mestadels av skog (73 procent). Avrinningsområdet har 0,1 kvadratkilometer vattenytor vilket ger det en sjöprocent på 23,5 procent.